# Orathanadu
Orathanadu är en ort i Indien.   Den ligger i distriktet Thanjavur och delstaten Tamil Nadu, i den södra delen av landet, 2 000 km söder om huvudstaden New Delhi. Orathanadu ligger 40 meter över havet och antalet invånare är 10 268.
Terrängen runt Orathanadu är mycket platt. Runt Orathanadu är det tätbefolkat, med 356 invånare per kvadratkilometer. Det finns inga andra samhällen i närheten. Trakten runt Orathanadu består till största delen av jordbruksmark.